# Mao tiết

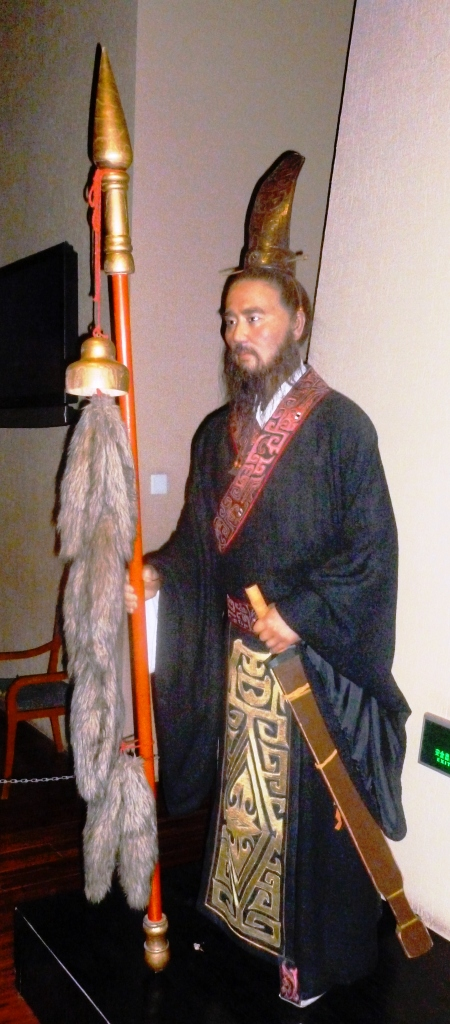
Bức tượng sáp tại Bảo tàng Lịch sử Thiểm Tây mô tả sứ thần Trương Khiên cầm cờ tiết đi kinh lý Tây Vực.

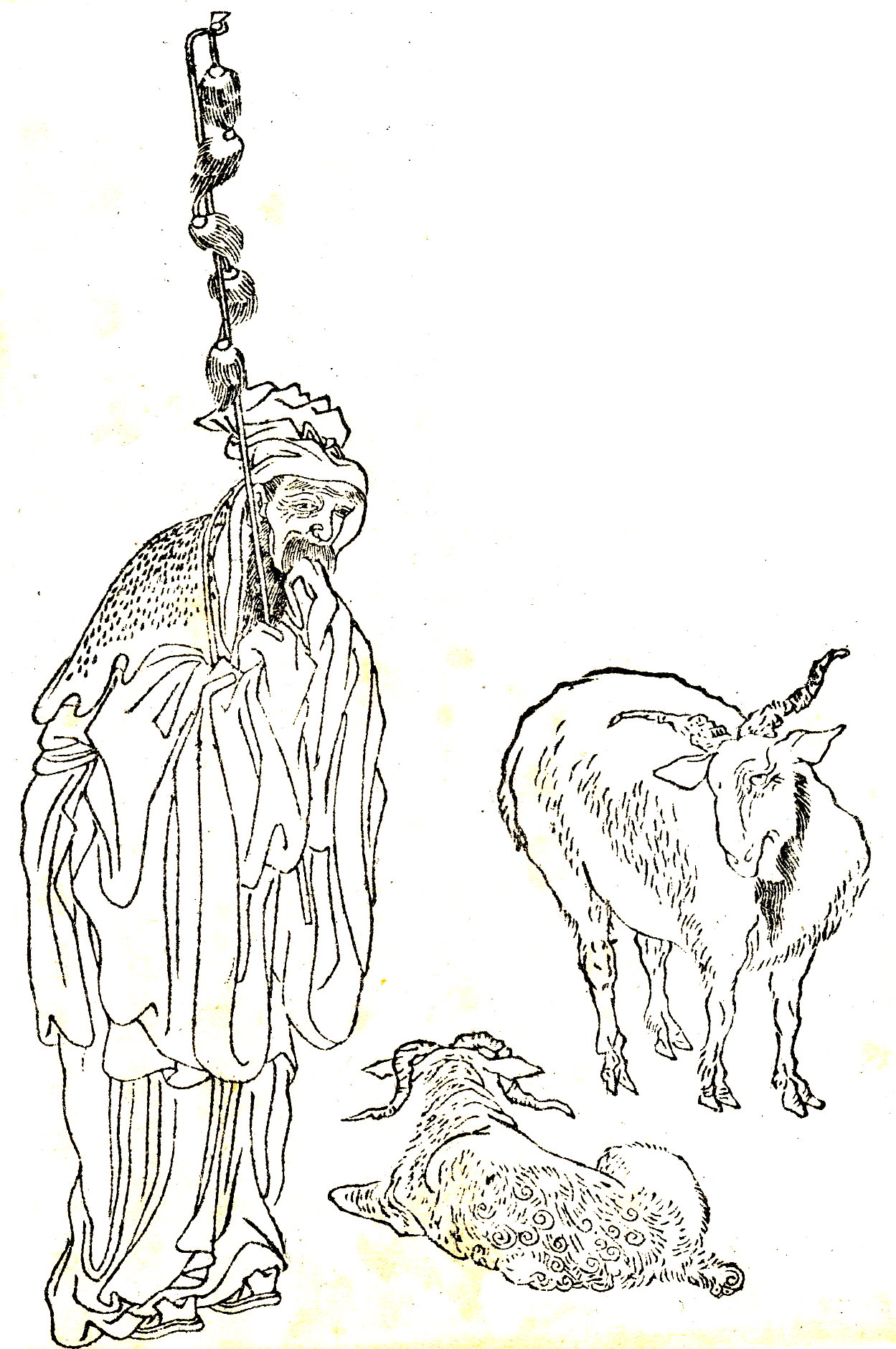
Cổ họa mô tả sứ thần Tô Vũ cầm cờ tiết đi chăn dê.

Mao tiết (chữ Hán: 旄節) hay Cờ tiết (chữ Hán: 節旗) là một loại nghi trượng bao gồm một sợi dây nối vào đầu trượng, trên dây lại kết 5 chùm lông thú để tượng trưng cho ngũ hành. Do hình dạng của những chùm lông trông giống bông tuyết, nên cờ còn được gọi là Mao tuyết (毛雪). Lá cờ này thường được các sứ thần mang theo trong chuyến công cán khi nhận mệnh từ vua.